# Tidioute, Pennsylvania
Tidioute, Pennsylvania (енгл. Tidioute) град је у америчкој савезној држави Пенсилванија.

## Демографија
По попису из 2010. године број становника је 688, што је 104 (-13,1%) становника мање него 2000. године.
| Група             | 2000.       | 2010.       |
| Белци             | 784 (99,0%) | 679 (98,7%) |
| Афроамериканци    | 4 (0,5%)    | 0 (0,0%)    |
| Азијати           | 1 (0,1%)    | 0 (0,0%)    |
| Хиспаноамериканци | 0 (0,0%)    | 6 (0,9%)    |
| Укупно            | 792         | 688         |